# Кутник повірочний

Кутник повірочний з широкою основою

Кутник повірочний 90° — це кутник, призначений для розмітки і перевірки прямих кутів виробів. Застосовуються при слюсарно-складальних роботах для перевірки взаємної перпендикулярності розташованих деталей. Під час перевірки контактна опорна поверхня кутника щільно і без зазору притискається до поверхні виробу. По величині зазору між вимірювальною поверхнею і поверхнею виробу визначають відхилення від прямого кута. Зазор визначається щупом або «на просвіт», використовуючи «зразки просвіту». 
Розмір зазору між вимірювальною поверхнею і поверхнею виробу визначає відхилення від прямого кута. Зазор визначається за допомогою щупа або за допомогою «зазороміра» з використанням «зразків зазору».
Бувають кутники повірочні з широкою основою, і плоскі кутники повірочні без плоскої основи — кутник повірочний слюсарний плоский.
Його можна вважати тестовим інструментом, оскільки його можна використовувати для перевірки кутів заготовок і стін.